# Zöld zacskómadár
A zöld zacskósmadár (Psarocolius viridis) a madarak osztályának verébalakúak (Passeriformes) rendjébe, azon belül a csirögefélék (Icteridae) családjába tartozó faj.

## Rendszerezése
A fajt Philipp Ludwig Statius Müller német ornitológus írták le 1776-ban, a sárgarigófélék (Oriolidae) családjába tartozó  Oriolus nembe Oriolus viridis néven, innen helyezték jelenlegi helyére.

## Előfordulása
Dél-Amerika északi részén, Bolívia, Brazília, Kolumbia, Ecuador, Francia Guyana, Guyana, Peru Suriname és Venezuela területén honos. A természetes élőhelye szubtrópusi és trópusi síkvidéki esőerdők. Állandó, nem vonuló faj.

## Megjelenése
A hím testhossza 48,5 centiméter, a tojóé 37 centiméter, a hím testtömege 405 gramm, a tojóé 215 gramm.

## Életmódja
Ízeltlábúakkal, többnyire rovarokkal táplálkozik.